# Émile Freivogel
Émile Freivogel (* 17. September 1926 in Schupfart) ist ein ehemaliger Schweizer Radrennfahrer.

## Sportliche Laufbahn
Von 1947 bis 1958 war Freivogel erst als Unabhängiger, dann als Berufsfahrer aktiv.
1955 siegte er als Mitglied des Radsportteams Mondia auf einer Etappe der Tour de l’Oise. 1957 gewann er das Eintagesrennen Vier-Kantone-Rundfahrt.
Die Tour de Suisse bestritt er siebenmal. Er beendete fünf Rundfahrten, sein bestes Resultat in der Gesamtwertung war der 26. Platz 1948.